# Подъёмник для пациентов

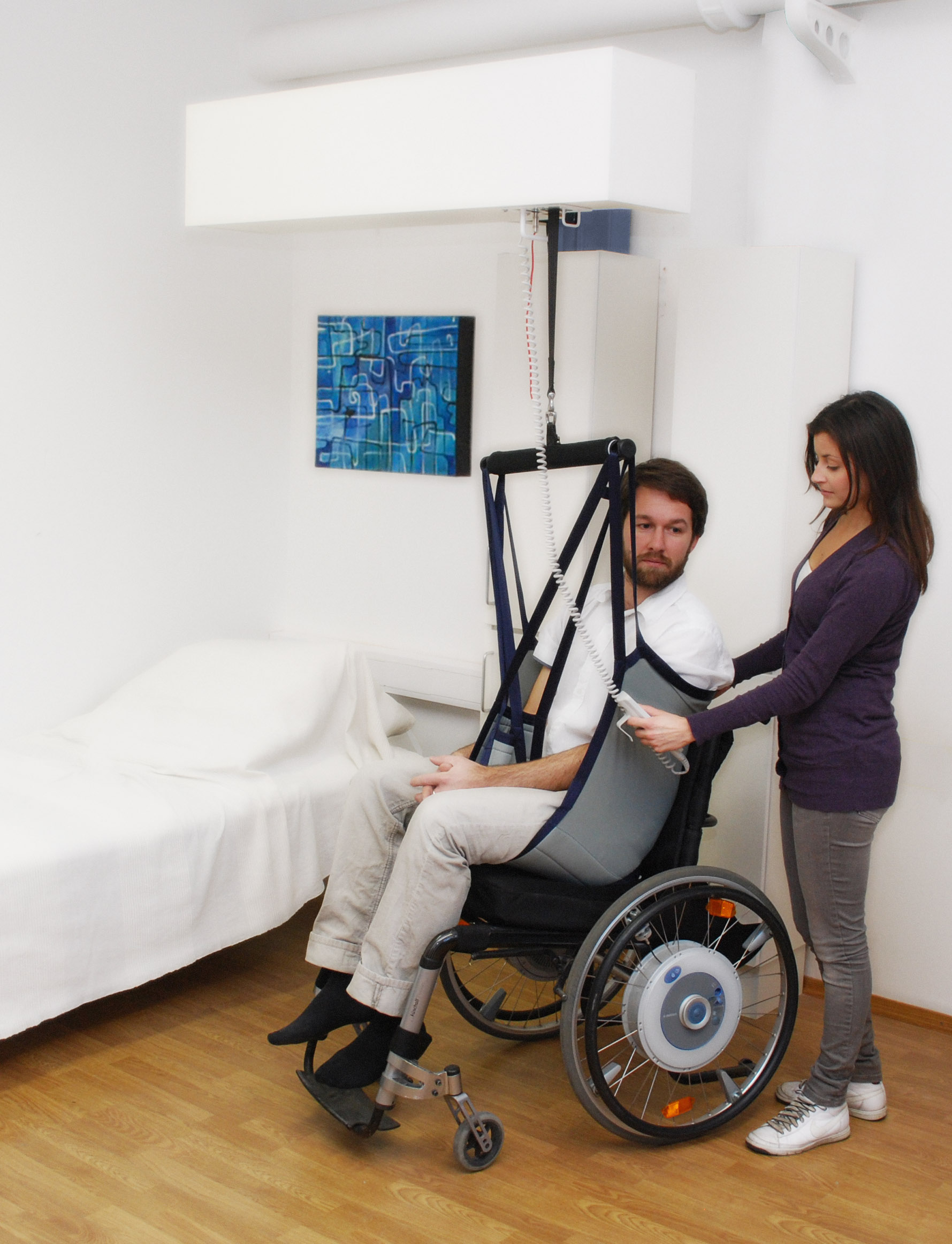
электрический медицинский подъёмник

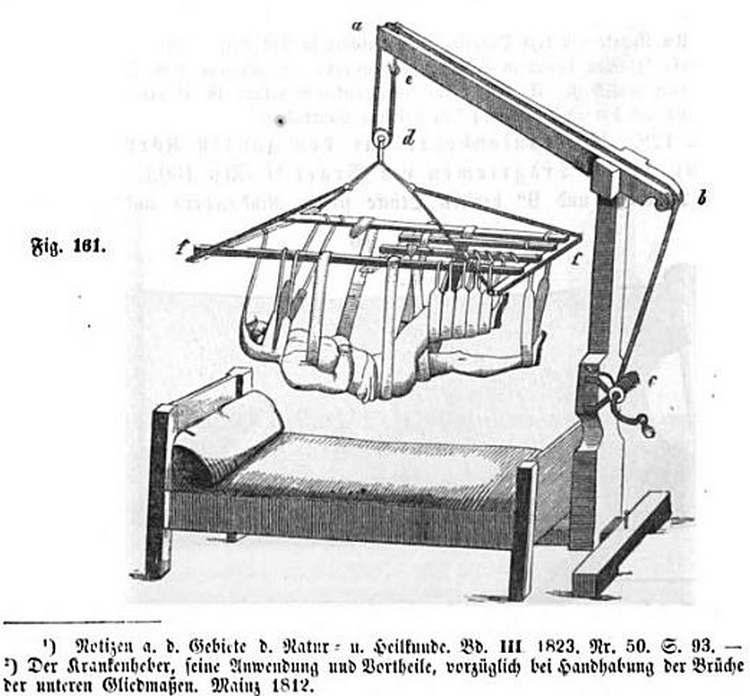
медицинский подъёмник рисунок 1850 года

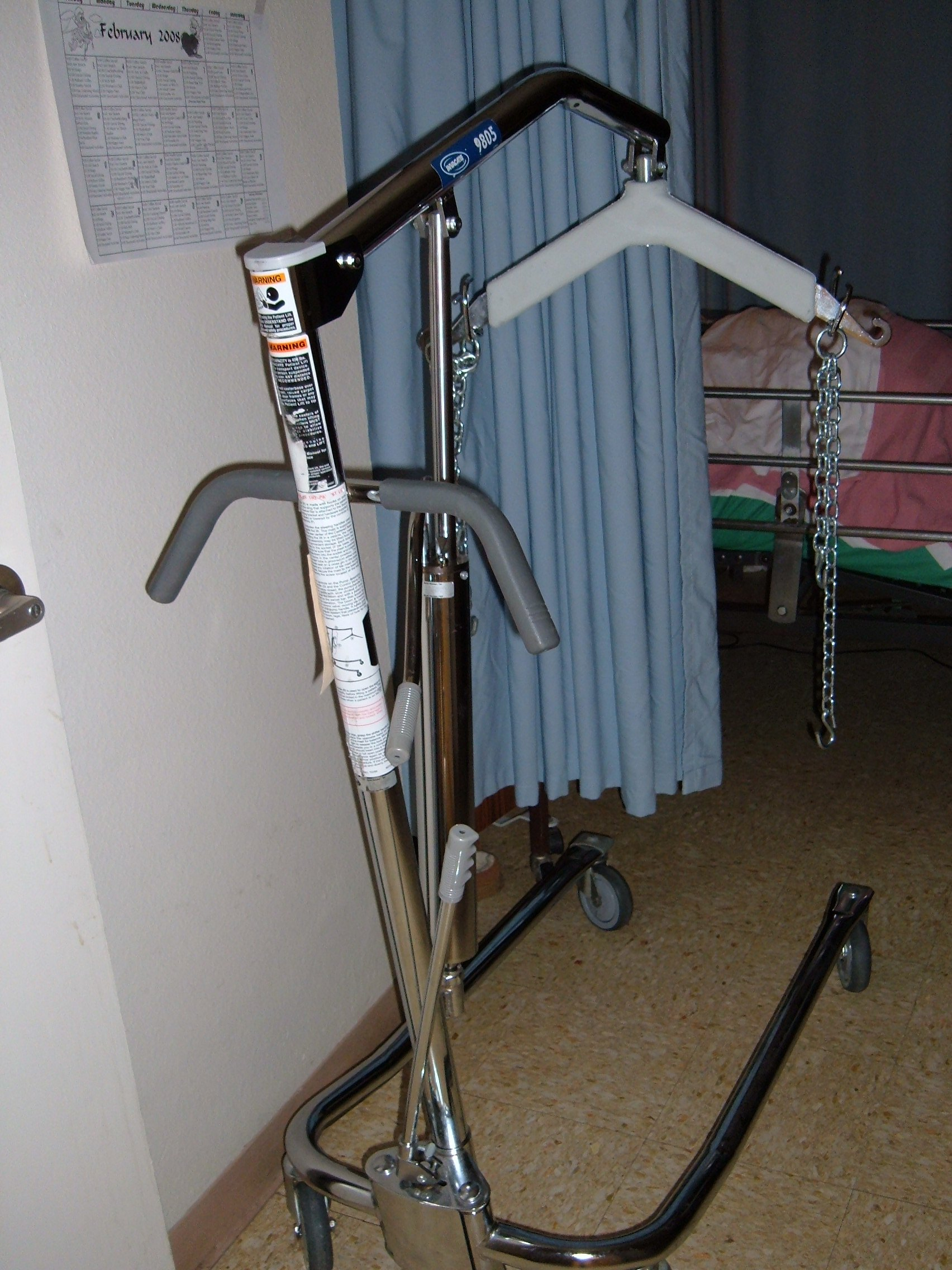
механический медицинский подъёмник

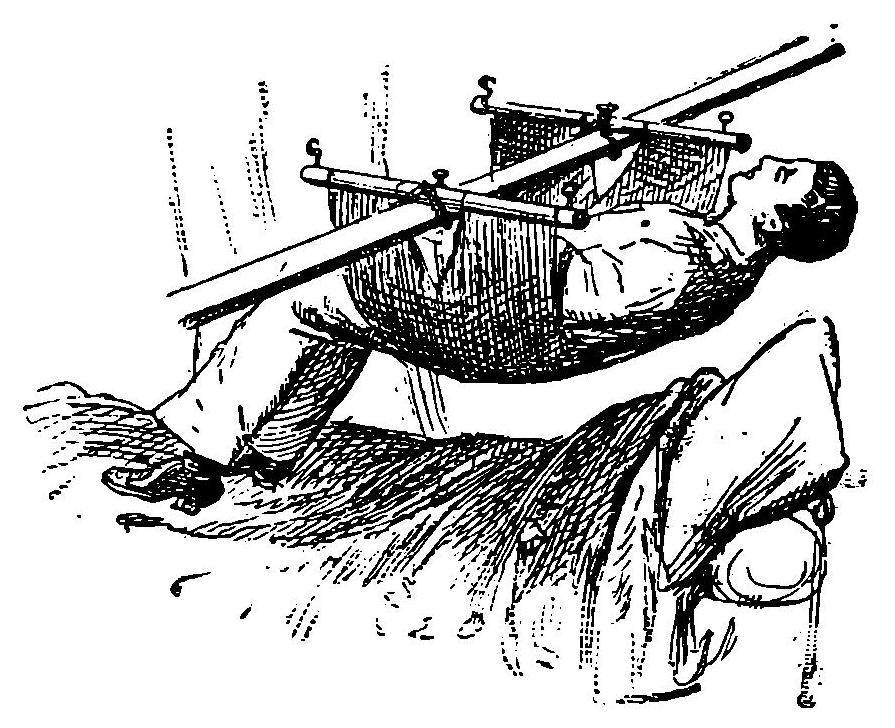
1909 год, приспособление для перемещения пациента

Подъёмник для пациентов (медицинский подъёмник для больных, инвалидов, парализованных) — подъёмное устройство для перемещения больных, людей с ограниченными возможностями с кровати в инвалидное кресло и обратно, а также из кресла в ванную и т. д., также для перемещения парализованных, раненных, облегчения труда медсестёр в больницах. Подъёмники могут использоваться как в медицинских учреждениях, так и в домашних условиях при уходе за больными и инвалидами.
Среди подъёмников для людей с ограниченными возможностями выделяют три категории:
- подъёмники для перемещения
- подъёмники для ванны
- и лестничные подъёмники.

## Типы подъёмников
Существует три основных типа подъёмников для людей с ограниченными возможностями: подъёмники для перемещения, подъёмники для ванны и лестничные подъёмники.

### Подъёмник для перемещения
Подъёмник для перемещения устроен по принципу подъёмного крана и состоит из
- П-образного основания,
- подъёмной мачты
- стрелы, к которой крепится поперечная перекладина с крючками на концах.

Пациент размещается на специальном подвесе (люльке), который крепится к крючкам поперечной перекладины.
По типу подъёмного механизма медицинские подъёмники могут быть:
- гидравлическими (с гидравлическим приводом)
- электрическими (с электрическим приводом)

По размеру и грузоподъёмности медицинские подъёмники делятся на:
- стандартные (грузоподъёмность 100—160 кг)
- усиленные (грузоподъёмность 150—300 кг)

По степени мобильности медицинские подъёмники делятся на:
- передвижные (перемещаются на колесиках)
- статичные (крепятся к стене или полу)

Различаются подъёмники и набором функций. Кроме подъёмников для перемещения, существуют подъёмники с функцией вертикализатора. Такие подъёмники используются и для транспортировки пациента, и для тренировки нижних конечностей в период реабилитации, когда пациент только начинает вставать.

### Подъёмник для ванны
Подъёмник для ванны представляет собой своеобразный лифт, устанавливаемый непосредственно в ванну и помогающий людям с ограниченными возможностями самостоятельно мыться. На подъёмное устройство в данном случае крепится сиденье, оснащенное дополнительными опорами по бокам, которые доходят до самых бортиков и делают перемещение в кресло безопасным.
По типу подъёмного механизма подъёмники для ванны могут быть:
- электрическими
- приводимыми в движение давлением водонапорной струи

Существую также детские подъёмники с накладным гамаком из моющегося материала, предназначенного для купания детей с ограниченными возможностями. Гамак меняет угол наклона и оснащен страховочными ремнями.

### Лестничные подъёмники
Лестничный подъёмник — это устройство для перемещения пациента в инвалидной коляске вверх и вниз по лестнице.
Гусеничный лестничный подъёмник представляет собой подъёмное устройство с электрическим приводом, основным конструкционным элементом которого является основание-платформа на резиновых гусеницах. Инвалидное кресло размещается на платформе, и таким образом осуществляется подъём и спуск пациента с ограниченными возможностями.
Колесный лестничный подъёмник представляет собой подъёмное устройство с электрическим приводом, оснащенное специальной колесной базой, благодаря которой подъёмник преодолевает ступеньки. Перемещение осуществляется либо в инвалидном кресле, которое крепится к подъёмнику, либо в кресле, встраиваемом в подъёмник. Второй случай рассчитан на транспортировку по лестнице людей с временно ограниченной мобильностью (например, при переломе с наложением гипса), когда сложно самостоятельно преодолевать лестничные пролёты.